# The Mermaid (film 1912)
The Mermaid è un cortometraggio muto del 1912 diretto da Lewin Fitzhamon. Prodotto dalla casa di produzione britannica Hepworth, è interpretato da Hay Plumb e da Chrissie White nel ruolo della "sirena".
Si conoscono pochi dati del film che, prodotto dalla Hepworth, fu distrutto nel 1924 dallo stesso produttore. Cecil Hepworth, in gravi difficoltà finanziarie, giunse a tanto per poter recuperare il nitrato d'argento della pellicola.

## Trama
Un uomo salva una ragazza costretta a posare in uno spettacolo vestita da sirena.

## Produzione
Il film fu prodotto dalla Hepworth.

## Distribuzione
Distribuito dalla Hepworth, il film - un cortometraggio di 183 metri - uscì nelle sale cinematografiche britanniche nel gennaio 1912.